# Wrocławski Teatr Współczesny

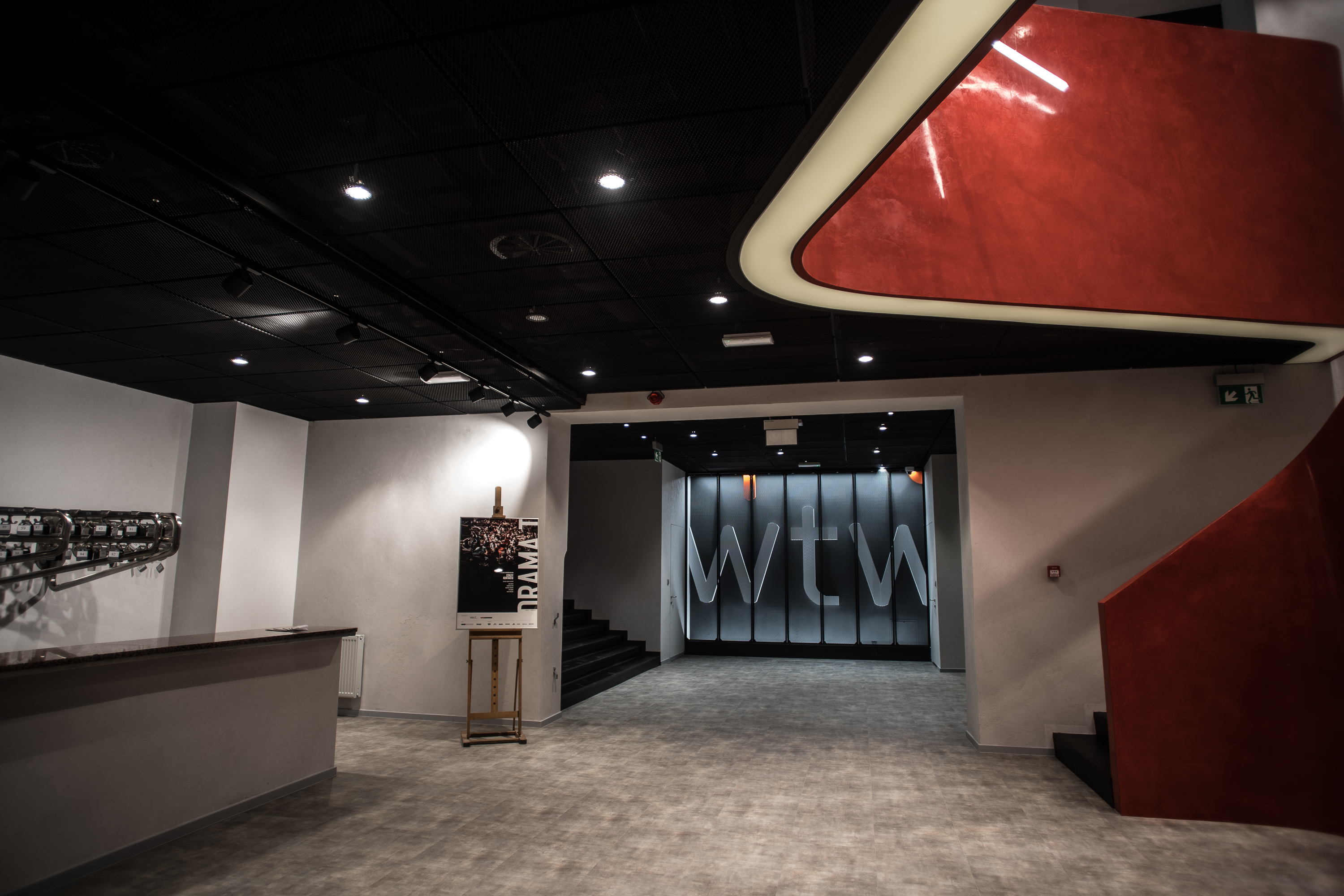
Teatr Współczesny

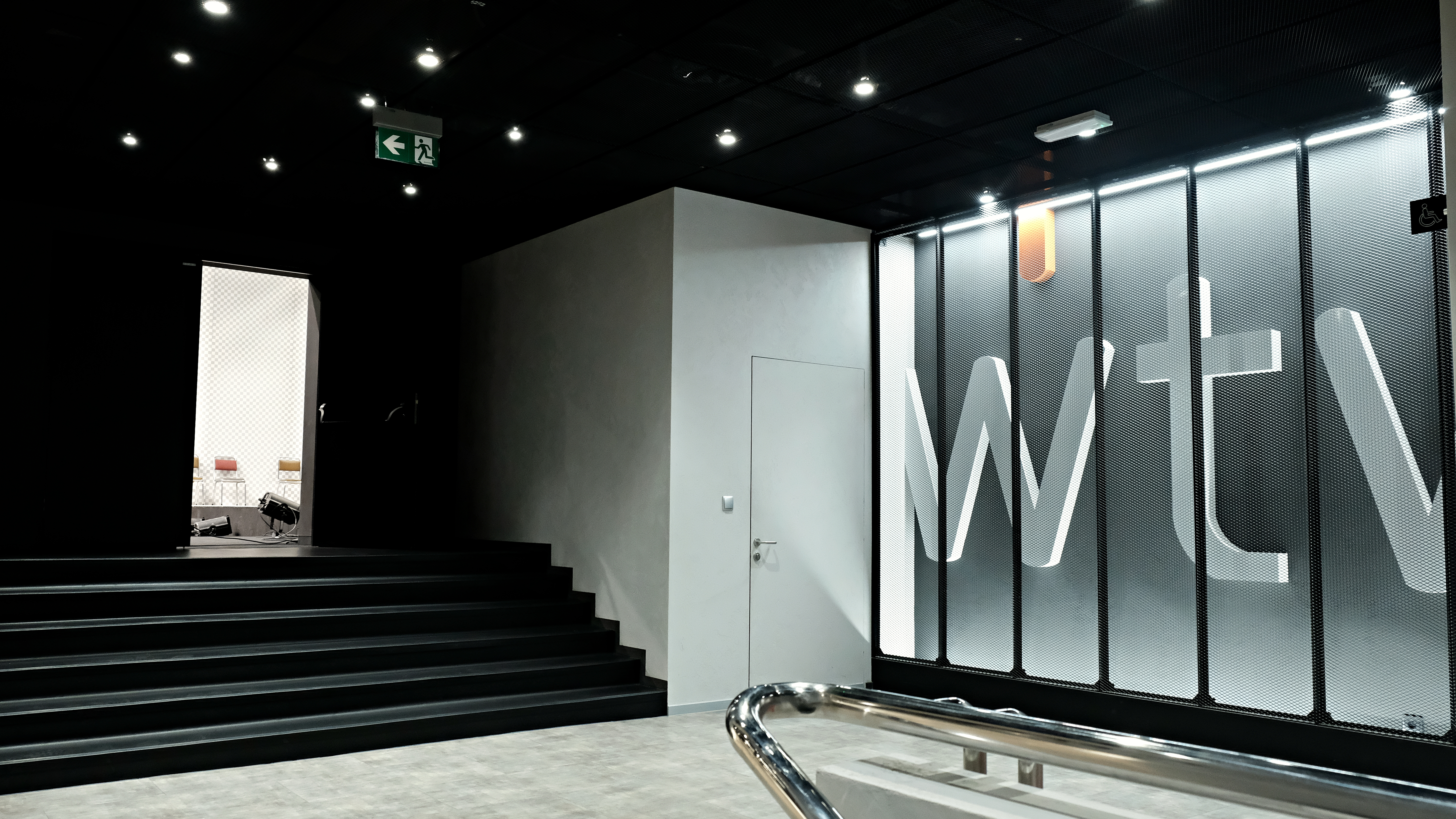
Wrocławski Teatr Współczesny

Wrocławski Teatr Współczesny im. Marii i Edmunda Wiercińskich (dawniej pod nazwą Teatr Młodego Widza oraz Teatr Rozmaitości ) – wrocławski teatr, usytuowany w centrum miasta przy ulicy Rzeźniczej 12, powstały w 1948 pod nazwą Teatr Młodego Widza.

## Sceny teatralne
W budynku mieszczą się trzy sale widowiskowe:
- Duża scena to klimatyzowane, przystosowane dla widzów niepełnosprawnych wnętrze, mieszczące 246 foteli. Nad widownią mieści się. kabina elektroakustyczna przystosowana m.in. do instalowania sprzętu do symultanicznego tłumaczenia tekstów. Pomieszczenie to znakomicie pełni funkcję sali konferencyjnej, w której można organizować sympozja, jubileusze, koncerty czy prezentacje. Za sceną garderoby oraz bufet teatralny. Do widowni Dużej Sceny przylega Foyer – na parterze mieszczą się szatnie, a na pierwszym piętrze, z widokiem na Odrę, znajduje się Kawiarenka Teatralna i przestrzeń umożliwiająca organizowanie konferencji prasowych, wystaw, wernisaży i bankietów.
- Scena na strychu mieści się na najwyższym piętrze budynku, pod kopułą przykrywającą dawny strych. Scena może pomieścić 100-osobową publiczność.

## Repertuar
Zapisana w nazwie Teatru „współczesność” to przede wszystkim sposób myślenia o scenie jako medium, za pomocą którego można mądrze rozmawiać o najważniejszych problemach otaczającej nas rzeczywistości. WTW stara się więc mocno i wyraźnie zaznaczyć swoją obecność w kulturalnym życiu Wrocławia i Dolnego Śląska.
Od początku scena przy ul. Rzeźniczej przyciągała wybitnych reżyserów i dramatopisarzy, którzy kreowali nowatorskie myślenie o teatrze: Jerzy Jarocki, Józef Szajna, Krzysztof Warlikowski, Jan Klata, Piotr Cieplak, Michał Zadara, Barbara Wysocka, Agnieszka Olsten, Agata Duda-Gracz, Lech Raczak. Autorski teatr tworzyli przez lata dyrektorzy Andrzej Witkowski [1962-1964, 1966-1973], Kazimierz Braun [1975-1984] i Krystyna Meissner [1999-2012]. W 2012 dyrekcję objął reżyser Marek Fiedor. W latach 2001–2011 teatr był organizatorem sześciu kolejnych edycji Międzynarodowego Festiwalu Teatralnego Dialog-Wrocław. Swoje stałe miejsce w repertuarze WTW miały od lat 60. dramaty Tadeusza Różewicza, jednego z najważniejszych twórców literatury przełomu XX i XXI wieku. Był to także teatr dwóch innych, dziś niemal zapomnianych, wybitnych twórców: Helmuta Kajzara i Tymoteusza Karpowicza. Powrócili oni na scenę WTW w „Strefach kontaktu” – cyklu działań przypominających ich sylwetki i twórczość poprzez spektakle warsztatowe, czytania performatywne, spotkania z teoretykami teatru i świadkami zdarzeń sprzed lat. „Strefy kontaktu” to także dyskusje, wystawy i projekcje filmów towarzyszące kolejnym premierom teatru. Inna linia repertuarowa to "Prosta historia" – cykl prezentujący nie tylko w formie przedstawień losy pojedynczych ludzi na tle Wielkiej Historii. Do pracy w WTW zapraszani są reżyserzy, którzy mają dystans do wszelkich wypowiedzi ideologicznych, którzy chodzą własnymi ścieżkami, tworzą swoje "teatry osobne" i nie poddają się presji mód. Wrocławski Teatr Współczesny pozostaje ponad podziałami generacyjnymi: istotne są tematy, a rozmowa jest tym ciekawsza, im więcej pokoleń w niej uczestniczy – po obu stronach rampy.

## Historia
Początki teatru sięgają lat 1947/1948. Nim został nazwany Teatrem Współczesnym występował pod nazwami: Teatr Młodego Widza (1950) i Teatr Rozmaitości (1957). 12 sierpnia 1967 wybrano Edmunda Wiercińskiego na patrona teatru i oficjalnie zmieniono nazwę teatru na Teatr Współczesny. Ówczesny dyrektor teatru – Andrzej Witkowski przyczynił się do wyraźnego wzrostu poziomu artystycznego teatru. W 1975 dyrektorem naczelnym i artystycznym teatru został Kazimierz Braun. Już pierwsza praca reżyserska Brauna – "Białe małżeństwo" Tadeusza Różewicza okazała się wielkim sukcesem. Odegrano ponad 600 przedstawień tej sztuki. Braun kontynuował pracę Witkowskiego budując jeden z najlepszych teatrów w Polsce, który swoje osiągnięcia prezentował z sukcesami również poza granicami kraju. Po konflikcie z władzą komunistyczną Braun został odwołany ze stanowiska. Wraz z nim odeszło z teatru wielu aktorów. Kolejni dyrektorzy utrzymywali teatr na wysokim poziomie artystycznym, wystawiając m.in. „Sztukmistrza z Lublina” Singera w reżyserii Jana Szurmieja, „Samobójcę” Erdmana w reżyserii Jerzego Jarockiego, obsypaną nagrodami, wspaniałą „Historyję o chwalebnym zmartwychwstaniu Pańskim” Mikołaja z Wilkowiecka w reżyserii Piotra Cieplaka, "Wiśniowy sad" Czechowa zrealizowany przez Andro Enukidze, i wiele innych.
Teatr w 1995 został teatrem miejskim z nazwą Wrocławski Teatr Współczesny im. Edmunda Wiercińskiego. Cztery lata później, 1 stycznia 1999, Dyrektorem Naczelnym i Artystycznym teatru została Krystyna Meissner. To tu powstały słynne spektakle Krzysztofa Warlikowskiego "Oczyszczeni" oraz „Dybuk”, a także seria przedstawień Jana Klaty z "Transferem!". Od 2001, co dwa lata odbywał się tu jednego z największych międzynarodowych festiwali teatralnych w Polsce: MFT DIALOG-WROCŁAW. Od jesieni 2012 festiwal organizowany jest poza teatrem – pod auspicjami Europejskiej Stolicy Kultury 2016. 1 września 2012 stanowisko dyrektora naczelnego i artystycznego WTW objął reżyser, wykładowca PWSTiF w Łodzi Marek Fiedor. Na scenę powróciły utwory Helmuta Kajzara i Tymoteusza Karpowicza realizowane jako spektakle ["Paternoster", Niewidzialny chłopiec"] oraz jednorazowe wydarzenia [słuchowisko "Dźwiękowy zapis doliny", zdarzenia sceniczne na podstawie poematu "Odwrócone światło"]. Z teatrem współpracują zarówno młodzi jak i doświadczeni reżyserzy, m.in. Ewelina Marciniak, Weronika Szczawińska, Agnieszka Olsten, Katarzyna Szyngiera, Natalia Sołtysik, Jacek Bała, Paweł Passini, Tomasz Hynek.

## Aktorzy
Zespół aktorski Wrocławskiego Teatru Współczesnego:
- Mariusz Bąkowski
- Anna Błaut
- Krzysztof Boczkowski
- Rafał Cieluch
- Zina Kerste
- Anna Kieca
- Maciej Kowalczyk
- Przemysław Kozłowski
- Ewa Niemotko
- Ewelina Paszke-Lowitzsch
- Miłosz Pietruski
- Dominika Probachta
- Beata Rakowska
- Tadeusz Ratuszniak
- Dominik Smaruj
- Jolanta Solarz-Szwed
- Magdalena Taranta
- Tomasz Taranta
- Maciej Tomaszewski
- Lina Wosik
- Krzysztof Zych

## Nagrody
Najważniejsze nagrody i wyróżnienia w latach 2000–2006
Rok 2006
27 marca 2006, z okazji 45. Międzynarodowego Dnia Teatru wręczono Nagrody Marszałka Województwa Dolnośląskiego. Spektakl "Nakręcana pomarańcza" w reżyserii Jana Klaty zdobył tytuł "Najlepszego Spektaklu Roku 2005".
Rok 2004
Danuta Stenka otrzymała Paszport "Polityki" w dziedzinie teatru za rolę Wdowy Bradshaw w "Zwycięstwie" Howarda Bakera. Za tę rolę otrzymała również Nagrodę Publiczności dla najlepszej aktorki 10. Ogólnopolskiego Festiwalu Sztuk Przyjemnych i Nieprzyjemnych w Łodzi.
Rok 2003
"Zwycięstwo Barkera" w reżyserii Heleny Kaut-Howson zdobyło Grand Prix na 2. Festiwalu Prapremier w Bydgoszczy:.
Bogusław Kierc za rolę Głodomora w "Odejściu Głodomora" Różewicza otrzymał nagrodę Kapituły Wrocławskiego Towarzystwa Przyjaciół Teatru za najlepszą rolę męską w sezonie 2002/2003.
Krzysztof Warlikowski otrzymał za reżyserię "Oczyszczonych" Sarah Kane Laur Konrada, główną nagrodę na VI Ogólnopolskim Festiwalu Sztuki Reżyserskiej "Interpretacje" w Katowicach oraz Nagrodę Francuskiego Związku Krytyków Teatralnych dla najwybitniejszego przedstawienia obcojęzycznego w  sezonie 2002/2003 we Francji;
Rok 2002
Nagroda "Dolnośląski Brylant Roku 2001" dla Międzynarodowego Festiwalu Teatralnego Dialog – Wrocław.
Rok 2000
Nagrodę honorową – statuetkę Aleksandra Fredry za najciekawsze wydarzenie teatralne otrzymał spektakl "Rzeźnia" Sławomira Mrożka w reżyserii Grzegorza Wiśniewskiego od Towarzystwa Przyjaciół Teatru